# 亚卡·克洛布查尔

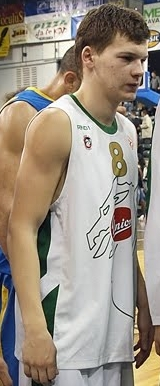
亚卡·克洛布查尔

亚卡·克洛布查尔（1987年8月19日—），斯洛文尼亞籃球運動員，現在效力於德國籃球聯賽球隊烏爾姆。他也是斯洛文尼亞國家籃球隊的一員，代表斯洛文尼亞參加了2010年籃球世界杯和2014年籃球世界杯的賽事。